# Olivier (stripalbum)
Olivier is het tiende stripalbum uit de reeks De torens van Schemerwoude. Het tiende deel verscheen bij uitgeverij Arboris in 1994. Het album is geschreven en getekend door Hermann Huppen.